# Неопилини
Neopilina са род моноплакофори от семейство Neopilinidae. Представителите са открити на дълбочина от 1800 до 6500 метра във водите на Тихи, Атлантически и Индийски океан.

## Видове
Видовете от род Neopilina са както следва:
- Neopilina bruuni Menzies, 1968
- Neopilina galatheae Lemche, 1957 - Неопилина на Галатея
- Neopilina rebainsi Moskalev, Starobogatov & Filatova, 1983